# 長征指導者一覧
長征に参加した指導者の一覧。

## 参加者
以下、ピンイン順。
- 鄧小平
- 鄧萍
- 賀竜
- 賀昌
- 劉伯承
- 毛沢東
- 王稼祥
- 王明
- 謝子長
- 徐向前
- 張国燾
- 張聞天
- 周恩来
- 朱徳